# 同心 (幾何)

同心圓的中心都在同一位置。

在幾何學裏，同心的物體的中心或中心軸都在同一位置。圓圈、圓球、圓柱、圓環，都可以是同心的。稱同心的圓圈為同心圓，同心的圓球為同心球，同心的圓柱為同心柱，同心的圓環為同心環。
假設，兩個同心圓的半徑分別為 {\displaystyle r_{1}} 與 {\displaystyle r_{2}} ，則兩個同心圓的圓周比是
{\displaystyle C_{1}:C_{2}=r_{1}:r_{2}={\frac {r_{1}}{r_{2}}}} 。
兩個同心圓的面積比是
{\displaystyle A_{1}:A_{2}=r_{1}^{2}:r_{2}^{2}={\frac {r_{1}^{2}}{r_{2}^{2}}}} 。
假設，兩個同心球或同心環的半徑分別為 {\displaystyle r_{1}} 與 {\displaystyle r_{2}} ，則面積比是
{\displaystyle A_{1}:A_{2}=r_{1}^{2}:r_{2}^{2}={\frac {r_{1}^{2}}{r_{2}^{2}}}} 。
容積比是
{\displaystyle V_{1}:V_{2}=r_{1}^{3}:r_{2}^{3}={\frac {r_{1}^{3}}{r_{2}^{3}}}} 。
假設，兩個同心柱的半徑分別為 {\displaystyle r_{1}} 與 {\displaystyle r_{2}} ，則面積比與容積比是
{\displaystyle A_{1}:A_{2}=V_{1}:V_{2}=r_{1}^{2}:r_{2}^{2}={\frac {r_{1}^{2}}{r_{2}^{2}}}} 。

## 參閱
- 離心率
- 阿波羅尼奧斯圓